# Gastrotheca riobambae
Gastrotheca riobambae är en art av groddjur som först beskrevs av Henry Weed Fowler 1913. Den ingår i släktet Gastrotheca och familjen Hemiphractidae. Internationella naturvårdsunionen (IUCN) kategoriserar arten globalt som starkt hotad. Inga underarter finns listade i Catalogue of Life.